# Maconge
Maconge ist eine französische Gemeinde mit 134 Einwohnern (Stand 1. Januar 2022) im Département Côte-d’Or in der Region Bourgogne-Franche-Comté. Sie gehört zum Arrondissement Beaune und zum Kanton Arnay-le-Duc.

## Lage
Die Gemeinde wird im Nordosten vom Flüsschen Vendenesse und dem parallel verlaufenden Canal de Bourgogne begrenzt. Zu Maconge gehören neben der Hauptsiedlung auch die Weiler Les Aubues, Bois Revel, Le Chaigot, Champ Bougeau, Champ des Forches, Champ Vrenot, Le Crais, Escommes, Les Forneaux, Grand Fremier, Les Hauteaux, Les Nouculées, Les Perrins, Les Pontots, Les Prueys, La Saussoie und Les Tilles.
Nachbargemeinden sind Pouilly-en-Auxois im Nordwesten, Créancey im Norden, Vandenesse-en-Auxois im Osten, Rouvres-sous-Meilly im Süden und Meilly-sur-Rouvres im Südwesten.

## Bevölkerungsentwicklung
| Jahr                       | 1962 | 1968 | 1975 | 1982 | 1990 | 1999 | 2008 | 2016 |
| -------------------------- | ---- | ---- | ---- | ---- | ---- | ---- | ---- | ---- |
| Einwohner                  | 127  | 115  | 92   | 95   | 76   | 97   | 136  | 132  |
| Quellen: Cassini und INSEE |      |      |      |      |      |      |      |      |

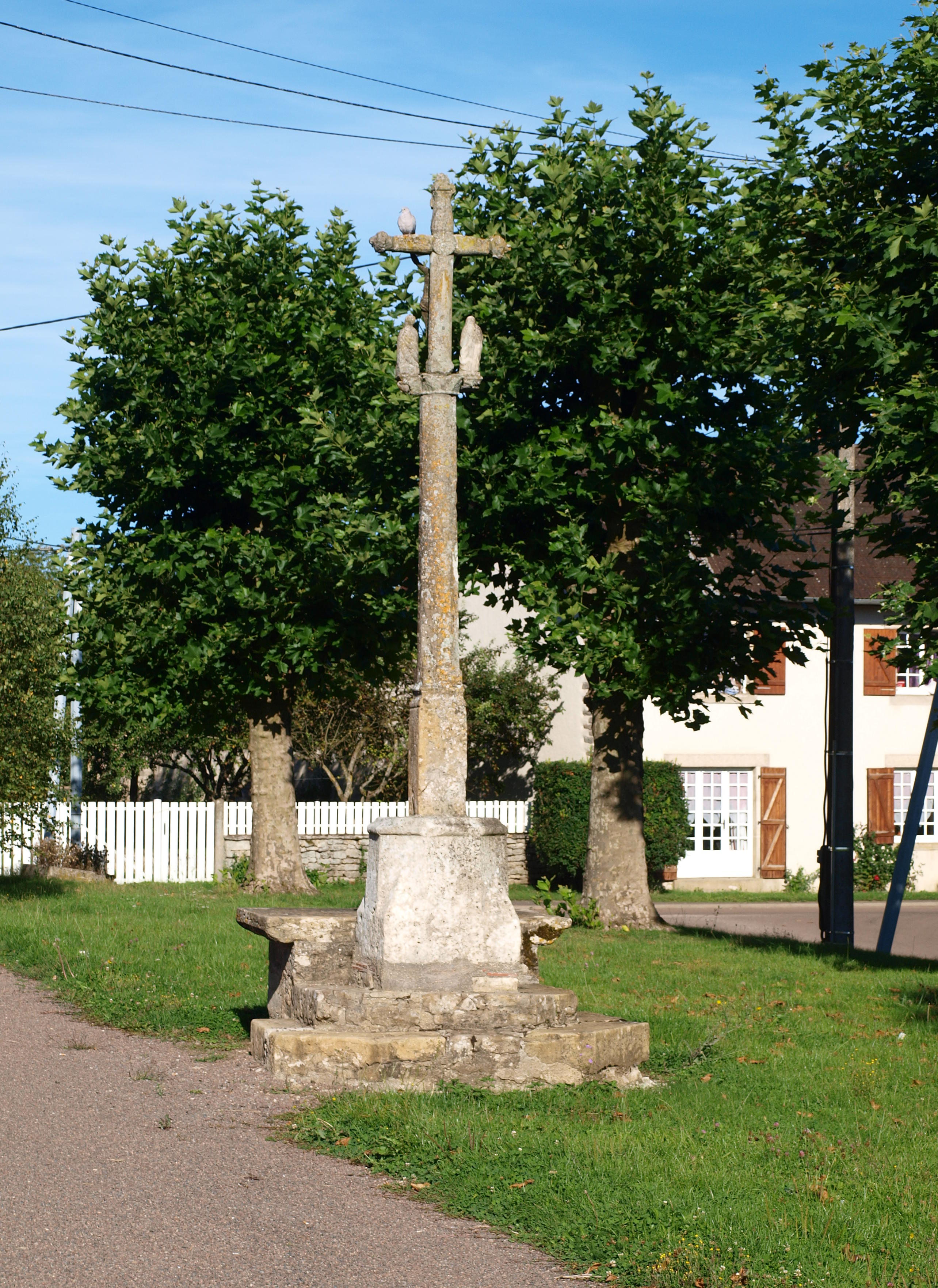
Flurkreuz
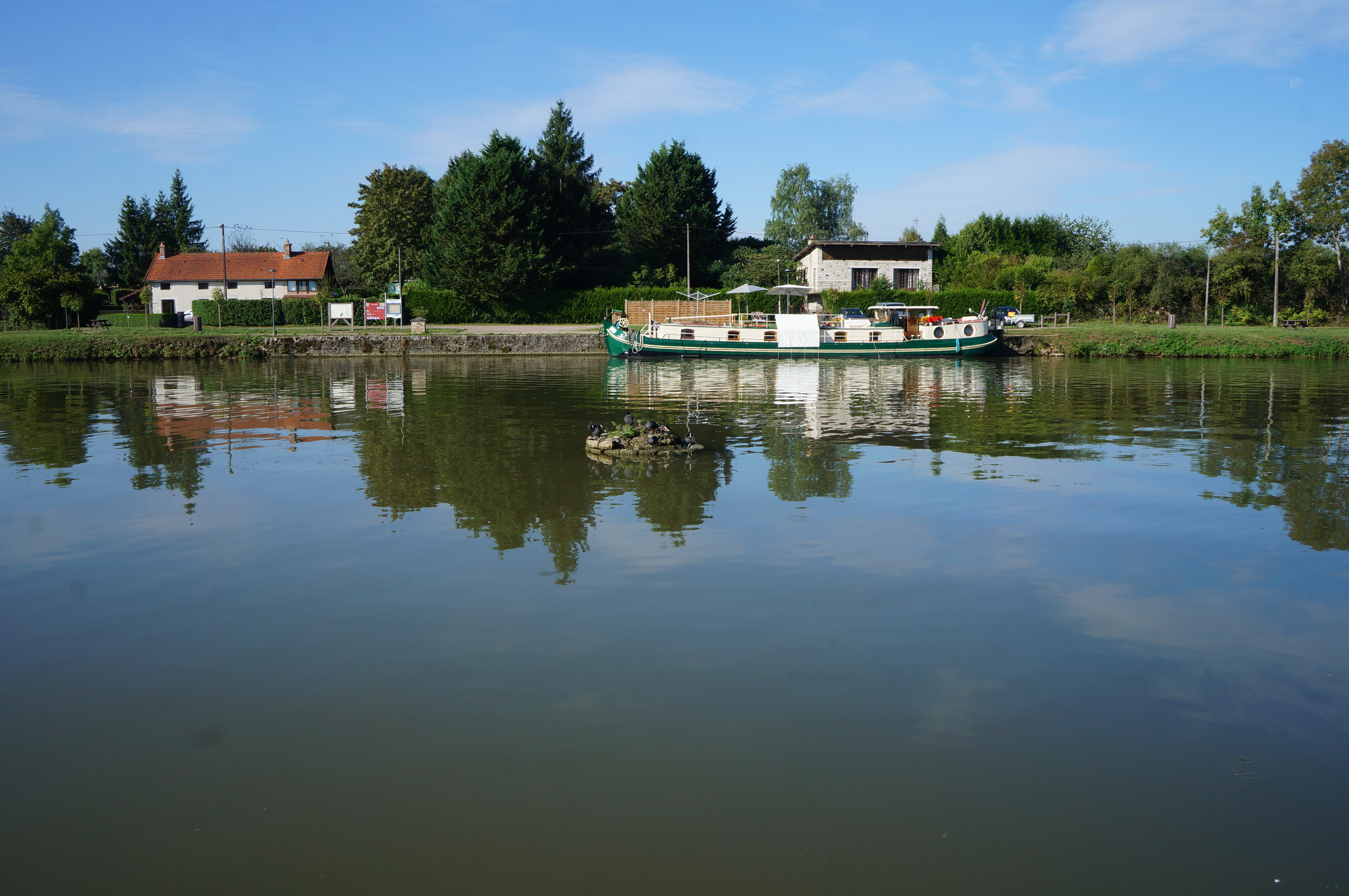
Der Weiler Escommes am Canal de Bourgogne